# Mercedes D.III
El Mercedes D.III, o F1466 como se lo conocía internamente, era un motor aeronáutico de seis cilindros en línea, refrigerado por líquido y con un sistema de válvulas SOHC. Construido por Daimler, sería utilizado en una amplia variedad de aviones alemanes durante la Primera Guerra Mundial. Las versiones iniciales se introdujeron en 1914 con una potencia de 160 hp, pero una serie de cambios lograron incrementar la potencia hasta 170 en 1917 y a 180 a mediados de 1918. Estos modelos posteriores se usaron en casi todos los aviones de combate alemanes de la etapa final de la guerra, dado que su única competencia real, el BMW III, estaba disponible solo en un número de unidades muy limitado. En comparación con los motores de los aliados a los que se enfrentó, el D.III en general se había quedado algo anticuado. 

## Diseño y desarrollo
El D.III se basó en el mismo patrón que el anterior Mercedes D.II, ampliado adecuadamente para configuraciones de mayor potencia. Como la mayoría de los motores con cilindros en línea de la época, utilizó un gran cárter de aluminio como componente estructural principal, con cilindros separados hechos de acero atornillados. La tecnología para atornillar un cilindro roscado de acero en un cárter de aluminio no existía en ese momento. Las camisas para enfriar el agua cubrían los 2/3 superiores del cilindro, alimentando un radiador a través de conexiones en la parte posterior del motor. El único cambio de diseño obvio con respecto al D.II anterior consistió en usar camisas de enfriamiento separadas para cada cilindro, mientras que el D.II usaba la misma camisa para un trío de pares de cilindros adyacentes. 
El D.III presentaba un árbol de levas en cabeza bastante prominente, que operaba las válvulas de admisión y escape individualmente, impulsadas por un eje que se elevaba desde el cigüeñal en la parte trasera del motor. La ignición disponía de dos juegos de bujías, uno ubicado a cada lado de los cilindros, y cada uno alimentado por una magneto separada con redundancia. Los cables de encendido estaban protegidos en tubos que corrían a ambos lados de los cilindros. El combustible se hacía llegar a los cilindros a través de tuberías situadas en el lado de babor del motor, suministrando la mezcla con aire mediante un carburador de doble cuerpo ubicado justo encima del cárter. Tanto los depósitos de combustible como los de aceite estaban presurizados mediante un compresor de aire accionado por el cigüeñal. 
Daimler también usó los pistones del D.III para producir durante este período el Mercedes D.IV, un motor de ocho cilindros en línea de 220 hp, pero su uso no llegó a generalizarse. El cigüeñal alargado del D.IV resultó propenso a romperse. 

## Variantes de producción

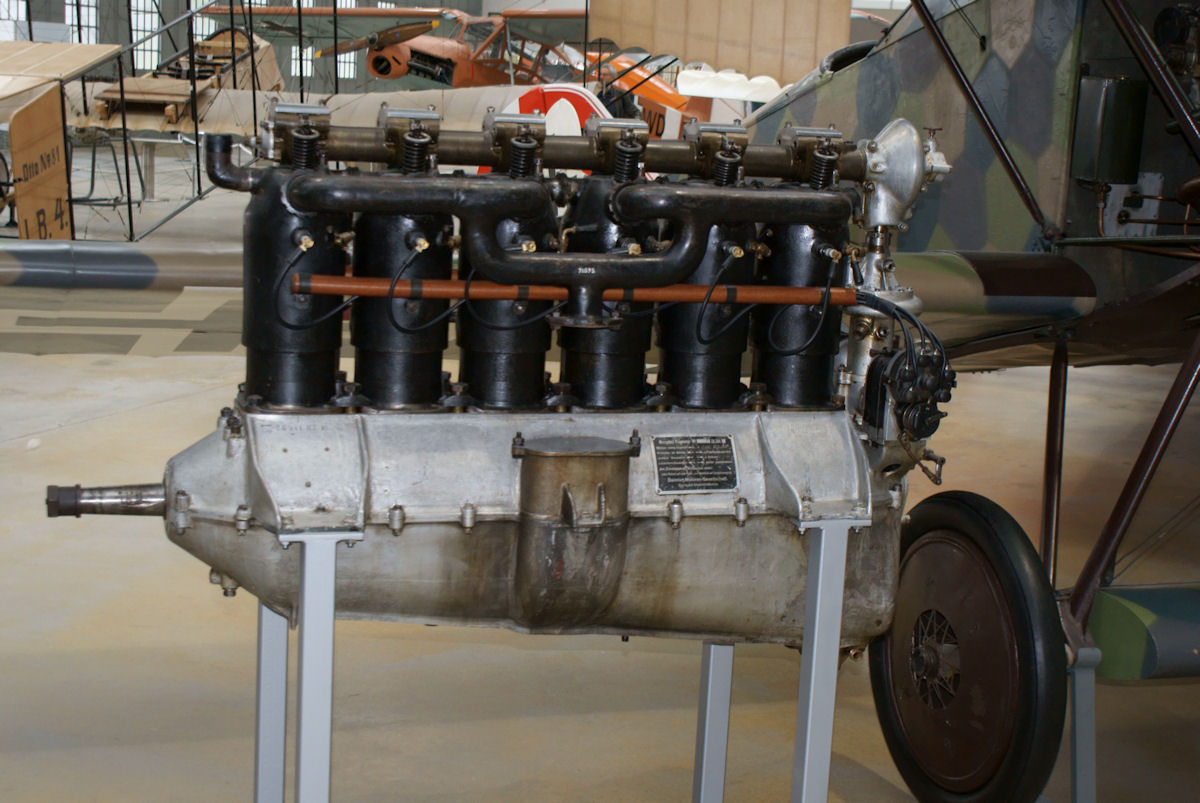
Mercedes D.III original de 160 hp, con tren de válvulas SOHC de diseño de "ranura lateral" y brazos de balancín en la parte superior de los cilindros

El D.III original se introdujo en 1914. Si bien vio un uso generalizado en los primeras unidades de la serie C de biplanos de propósito general de dos asientos, el D.III era demasiado grande para los diseños de los cazas de la época. En ese momento, los cazas generalmente funcionaban con motores rotativos más ligeros, con niveles de potencia de 80 a aproximadamente 110 hp, o por motores en línea refrigerados por agua en el rango de los 100 a 120 hp, como el anterior Mercedes D.II. En 1916, los nuevos diseños habían crecido en tamaño y rendimiento, y el D.III se hizo popular como motor de los cazas. En 1917, estaba siendo ampliamente utilizado, especialmente en el famoso Albatros DI. La producción de esta versión se terminó esencialmente en mayo de 1917, y solo unos pocos continuaron entregándose hasta octubre. Las clasificaciones británicas de potencia son ligeramente diferentes (con 746 vatios = 1 hp) del estándar alemán de PS o Pferdestärke de aproximadamente 735 vatios por CV de potencia, es probable que este motor hubiera tenido una calificación ligeramente más alta utilizando el criterio británico. El consumo de combustible era de 11,75 galones por hora. Su relación de compresión era de 4.5:1.
El desarrollo del diseño básico condujo al D.IIIa, un motor de 170 hp ligeramente modificado que se introdujo en las líneas de producción en junio de 1917. El cambio principal consistió en reconfigurar el perfil del pistón para obtener una cabeza plana en lugar de la anterior cóncava, aumentando así ligeramente la compresión máxima a 4.64:1. Otros cambios fueron principalmente en detalles de diseño, particular un cárter revisado y un nuevo carburador. Muchos de los accesorios también fueron rediseñados o reubicados en el motor. Este modelo se produjo solo brevemente, para su uso en el Albatros D.III, pero hay indicios de que posiblemente algunos de los primeros Albatros (Alb.) fabricados como Fokker D.VII también estaban equipados con este propulsor, pero probablemente sus motores fueron actualizados o reemplazados rápidamente. Según análisis británicos de posguerra, generaba 180 hp. 
Una actualización más "radical" fue la D.IIIaü de 180/200   hp. Introducido a finales de 1917, el D.IIIaü supuso un refinamiento estandarizado del diseño de los D.III y D.IIIa (la designación ü nunca fue oficial). Este motor volvió a cambiar los pistones, esta vez a un perfil abovedado que aumentó aún más la compresión máxima – el ü era para "über", que significa "sobrecomprimido". Además, se agregó un nuevo carburador que compensaba los cambios de altitud, lo que mejoró el rendimiento a mayor altura. Para mejorar la operatividad a gran altura, se usó el agua del radiador para calentar la entrada de aire, y evitar así la formación de hielo en el carburador. El modelo aü, que incluía bloques de motor D.III y D.IIIa actualizados, se convirtió en el motor de combate alemán más prolífico de 1918 y se utilizó en la mayoría de los diseños de combate desde finales de 1917 en adelante. Esto incluía la mayoría de los participantes en la Primera Competición de Cazas en Adlershof en enero de 1918, y especialmente en el famoso Fokker D.VII. En la evaluación de posguerra, el D.IIIaü rindió 200 hp de acuerdo con los estándares británicos. 
Una versión final que intentaba mantener competitivo el bloque D.III fue el D.IIIav (o avü) de 200 hp (200-217 hp), introducido a mediados de octubre de 1918. El av utilizaba pistones de aluminio un poco más largos (posiblemente, los primeros para un motor producido en serie), aumentando la compresión una vez más, mientras que al mismo tiempo les permitía moverse más rápido debido al peso reducido. Las máximas rpm permitidas aumentaron de 1400 en los modelos anteriores a 1600 en el av, lo que representa la mayor parte de la ganancia de potencia. El mayor uso de benzol en el combustible de aviación alemán puede haber ayudado a esta mejora final de potencia, siendo su índice de octanaje más adecuado para una relación de compresión más alta. 

### Diferencias externas entre modelos

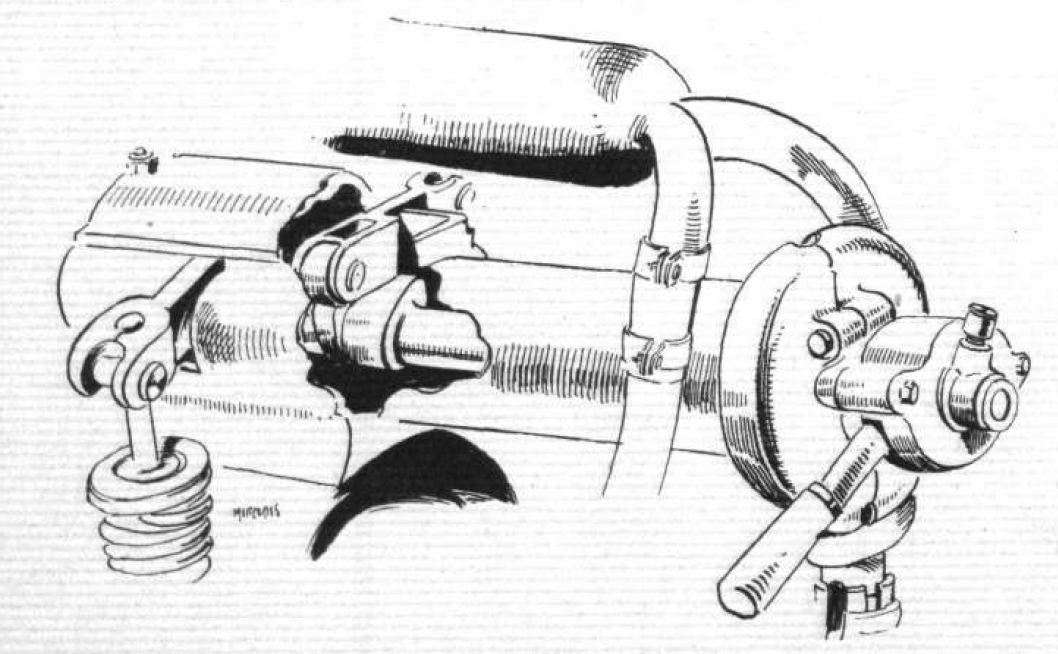
Detalles del extremo de popa del tren de válvulas SOHC original del Mercedes D.III: obsérvese el brazo oscilante que emerge de la "caja basculante" a través de una ranura en el lado de la caja

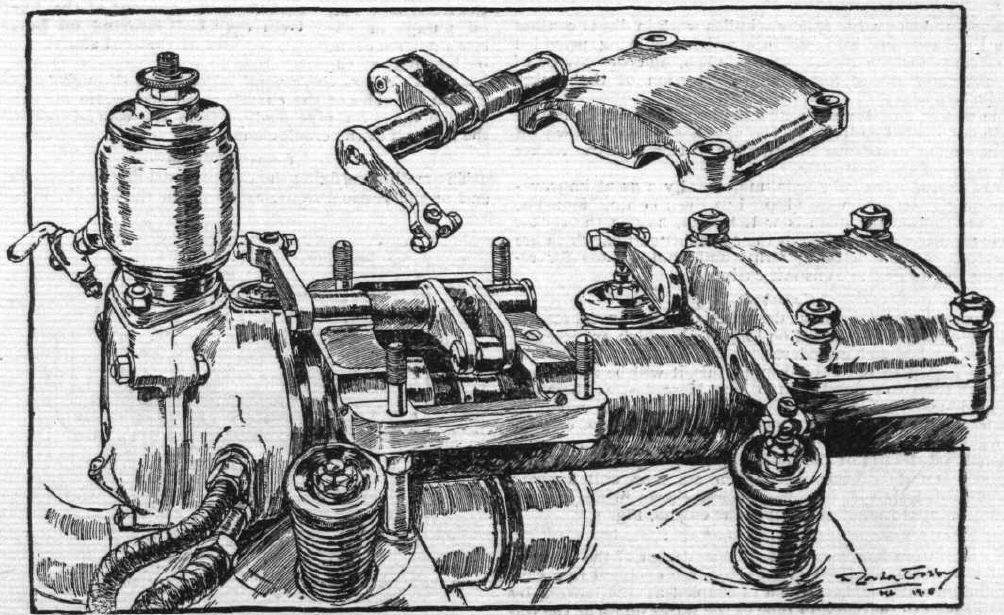
Detalles del último patrón del tren de válvulas SOHC del Mercedes D.III, utilizando el diseño de la caja de balancines reubicada, con ejes giratorios para operar los balancines de rodillos completamente expuestos

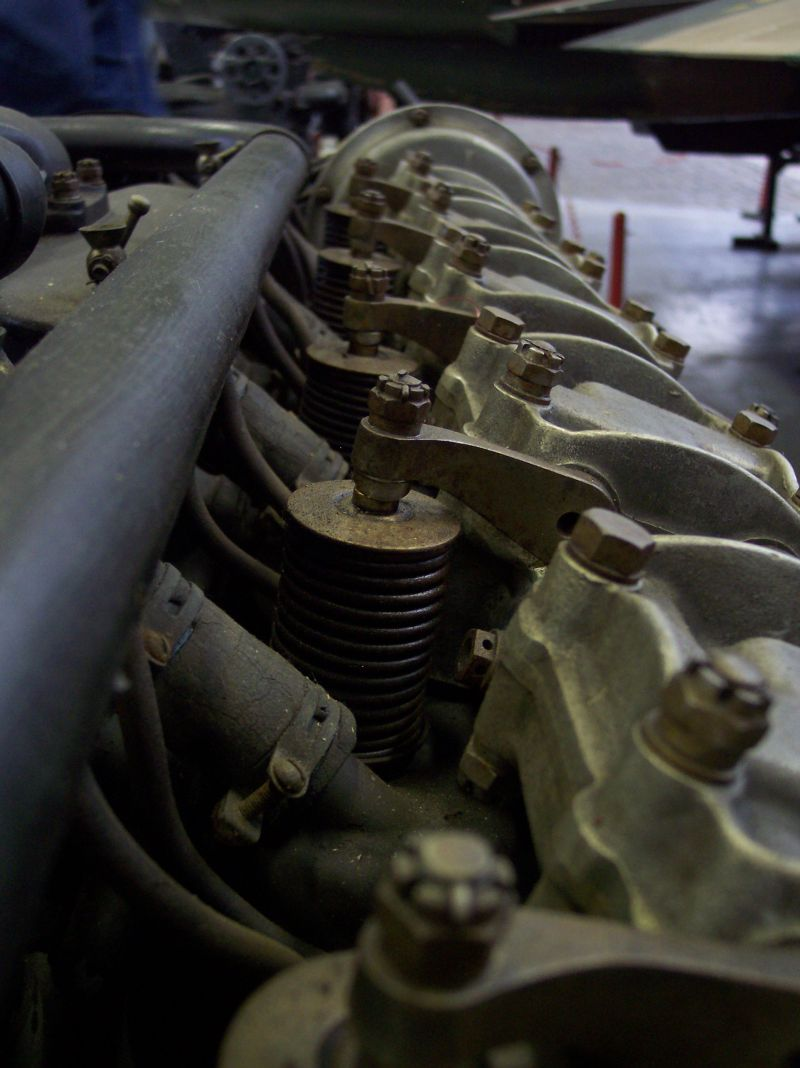
Primer plano de los detalles del tren de válvulas de un Liberty L-12, casi coincidente con el diseño posterior del D.IIIa

Todas las series D.III fueron generalmente muy similares a otros modelos, con la excepción del perfil del pistón, los detalles del carburador y los detalles del tren de válvulas. Parece que las actualizaciones estaban disponibles para muchos de los motores, ciertamente para los III a IIIa y IIIa a IIIaü. Parece poco probable que los primeros III alguna vez alcanzaran el estándar IIIaü, ya que casi seguramente se habrían desgastado en servicio antes. Los cambios en el tren de válvulas se referían al diseño de los balancines que operaban las válvulas. Los primeros modelos tenían cajas de balancines cuadradas colocadas directamente sobre los cilindros, con los brazos oscilantes saliendo a través de ranuras verticales, un corte en cada uno de los lados opuestos de las cajas, como se muestra a la izquierda. El diseño anterior del brazo oscilante de "ranura lateral" también se había utilizado para los trenes de válvulas de los motores Mercedes DI y D.II. En versiones posteriores de los motores D.III, las cajas se reubicaron hacia atrás en la carcasa del árbol de levas tubular, y los ejes de balancines cilíndricos ahora fácilmente sellables sobresalían hacia adelante a través de las superficies frontales de las cajas, operando los balancines ahora completamente expuestos y con los extremos del eje también expuestos, como se muestra a la derecha. El diseño más nuevo podía instalarse como un bloque intercambiable con el árbol de levas completo, cajas de balancines, balancines y muelles de válvula, sustituyendo al diseño anterior del sistema de accionamiento de levas de "ranura lateral" del D.III. El sistema posterior parece haber influido en los diseñadores de los motores Packard y Hall-Scott, que adoptarán un diseño de tren de válvulas "sin ranuras" casi idéntica en el motor de aviación aliado Liberty L-12. 
Confusamente, el "ü" no era una parte oficial del nombre. Esto lleva a una serie de problemas en varias referencias, que a menudo confunden el IIIa con el IIIaü, enumerando el primero como un motor de 180 hp. Dos motores, que esencialmente no estaban relacionados entre sí, eran denominados D.IV (según las designaciones de clases de motores de aeronaves IdFlieg, basadas en la potencia de salida), uno de ocho cilindros en línea basado en los pistones D.III de 140 mm de diámetro; y el posterior Mercedes D.IVa de seis cilindros de 160 mm de diámetro. 
La línea de motores D.III se vería eclipsada en 1918 por el rendimiento de los BMW IIIa de 185 y luego 200 hp (los británicos lo calificaron como de 230 hp). Sin embargo, el pequeño número de BMW producidos aseguró que la serie Mercedes D.III fuera el principal motor de combate alemán hasta el último mes de la guerra. Al final de la guerra, el D.IIIaü seguiría siendo el motor de combate alemán numéricamente predominante. Como resultado, los Fokker D.VII (aquellos que no están equipados con BMW IIIa) y los Pfalz D.XII tendrían un rendimiento limitado por el motor (en lugar de "limitado por el fuselaje") y aún serían adversarios formidables para sus rivales aliados. El D.IIIaü fue considerado el motor óptimo para los cazas Roland D.VI, Pfalz D.IIIa y Albatros D.Va, cuyos fuselajes pertenecían a una generación anterior de diseño "totalmente de madera".

## Variantes
Mercedes F1466
Designación de la empresa para el D.III
D.III
La versión de producción original desarrollada directamente del Mercedes D.II desarrollando 150-160   hp
D.IIIa
Un D.III actualizado introducido en 1917 con una calificación de 170 hp
D.IIIaü
Una designación no oficial, (ü para über), para motores D.IIIa con pistones abovedados, que funcionaban "sobrecomprimidos" (con una relación de compresión más alta). Estos motores no podían funcionar a toda velocidad al nivel del mar, utilizando un carburador autocompensante. Rendían entre 180 y 200 hp
D.IIIav
Los motores D.IIIa con pistones abovedados fabricados en aleación de aluminio proporcionan una relación de compresión más alta, así como una mayor velocidad de funcionamiento y, por lo tanto, más potencia. 200 hp (200-217 hp)
D.IIIavü
Designación alternativa no oficial para el D.IIIav

## Aplicaciones
- AEG C.IV
- AGO C.I
- Albatros C.I
- Albatros C.III
- Albatros C.XIII N
- Albatros D.II
- Albatros D.III
- Albatros D.V/D.Va
- Albatros W.4
- Aviatik C.I
- Aviatik C.III
- Daimler L11
- Daimler L14
- Fokker D.IV
- Fokker D.VII
- Halberstadt CL.II
- Halberstadt CL.IV
- Hannover CL.III
- Hansa-Brandenburg C.I Series 63
- Hansa-Brandenburg W.12
- Junkers CL.I
- Junkers D.I
- LFG Roland C.II
- LFG Roland D.II
- LFG Roland D.VI
- LFG Roland D.XV
- Rumpler C.I
- Rumpler 6B
- Pfalz D.III
- Pfalz D.XII
- Schütte-Lanz G.I
- Riesenflugzeug, avión gigante alemán de la Primera Guerra Mundial

## Especificaciones (D.IIIaü)
Datos de Jane's All the World Aircraft 1919.
Características generales
- Tipo: motor de pistones de 6 cilindros en línea refrigerado por agua
- Diámetro: 140 mm (5,51 in)
- Carrera: 160 mm (6,30 in)
- Desplazamiento: 14,8 l (903,15 cu in)
- Longitud: 1650 mm (64,96 in)
- Ancho: 490 mm (19,29 pulgadas)
- Altura: 1070 mm (42,13 in)
- Peso en seco: 310 kg (683 lb)

Componentes
- Tren de válvulas: válvulas de escape y entrada única operadas por balancín SOHC
- Sistema de combustible: carburadores dobles de doble flujo Mercedes
- Tipo de combustible: gasolina
- Sistema de aceite: sistema de presión; bomba de émbolo múltiple
- Sistema de enfriamiento: refrigerado por agua

Prestaciones
- Potencia del motor: 129,75 kW (174 CV) a 1400 rpm (potencia nominal a nivel del mar), 152,12 kW (204 CV) a 1600 rpm (potencia máxima en altitud)
- Potencia específica: 0,2259 hp/cu in (10,281 kW/l)
- Relación de compresión: 4,64:1
- Consumo específico de combustible: 0,412 l/kW/hora (0,541 pt/hp/hora)
- Consumo de aceite: 0,027/kW/hora (0,0355pt/hp/hora)
- Relación potencia/peso: 0,492 kW/kg (0,299 hp/lb)
- BMEP: 0,75 MPa (109,1 psi)